# Sant Llorenç Savall
Sant Llorenç Savall település Spanyolországban, Barcelona tartományban. Lakosainak száma 2586 fő (2024).

## Földrajza
Sant Llorenç Savall Granera, Gallifa, Caldes de Montbui, Sentmenat, Castellar del Vallès, Matadepera és Mura községekkel határos.

## Népesség
A település lakosságának változását az alábbi diagram mutatja:
| Lakosok száma | 223  | 1496 | 1606 | 1705 | 1928 | 2210 | 2402 | 2361 | 2373 | 2586 |
|               | 1717 | 1887 | 1936 | 1960 | 1986 | 2004 | 2009 | 2014 | 2019 | 2024 |